# Caroline Kilel
Caroline Cheptanui Kilel (ur. 21 marca 1981) – kenijska lekkoatletka, specjalistka od długich dystansów.

## Osiągnięcia
- srebrny medal w drużynie podczas mistrzostw świata w przełajach (długi dystans, Lozanna 2003)
- złoty medal w drużynie na mistrzostwach świata w półmaratonie (Birmingham 2009)
- srebrny medal w maratonie podczas igrzysk Wspólnoty Narodów (Glasgow 2014)

## Rekordy życiowe
- bieg na 10 kilometrów – 31:36 (2009)
- półmaraton – 1:08:16 (2009)
- maraton – 2:22:34 (2013)